# Cyrtanthus smithiae
Cyrtanthus smithiae är en amaryllisväxtart som beskrevs av David Allan Poe Watt och William Henry Harvey. Cyrtanthus smithiae ingår i släktet Cyrtanthus, och familjen amaryllisväxter. Inga underarter finns listade i Catalogue of Life.